# Salvador Maldonado (político)
Salvador Maldonado fue un hacendado, político y funcionario argentino.
Fue miembro del Congreso Constituyente convocado en 1824 que dio sanción a la Constitución Argentina de 1826.

## Biografía
Salvador María Cristóbal González Maldonado y Aguilar nació en Córdoba el 8 de diciembre de 1791, hijo de Francisco Nicolás González Maldonado de la Cerda, notario mayor del Santo Oficio y ayudante mayor del regimiento de Milicias Reglado de Caballería y de María Josefa Aguilar Pizarro.
Estudió en el Colegio de Monserrat (Córdoba). Obtuvo un título de licenciado en filosofía y maestro en artes el 9 de diciembre de 1810, pero sus posteriores estudios de jurisprudencia se vieron truncados por razones económicas tras la muerte de sus padres.
Se afincó en la ciudad de Buenos Aires donde fundó un negocio de importación. Tuvo éxito y adquirió varias propiedades en la ciudad y dos estancias en la provincia de Buenos Aires (en Quilmes y en las Conchillas). En sociedad con el irlandés S.Gowland introdujo las primeras ovejas de raza merina.
Era amigo personal de Bernardino Rivadavia y miembro del partido unitario. Fue designado diputado por Córdoba al Congreso General de 1824, y suscribió la constitución aprobada en 1826, que, de marcado corte unitario, fue rechazada por la mayoría de las provincias, entre ellas la de Córdoba. Sin representación, el 24 de julio elevó nota «pidiendo permiso al Congreso para retirarse de su seno».
Durante la guerra contra el Imperio del Brasil constribuyó personalmente con 4000 pesos fuertes.
En 1839 emigró a Montevideo y sus bienes fueron confiscados por el gobierno de Juan Manuel de Rosas. En la ciudad oriental cultivó la amistad de su antiguo condiscípulo el general José María Paz y de otros exiliados, entre ellos Bartolomé Mitre.
Caído Rosas, Maldonado regresó a su país. En 1855 regresó a la ciudad de Córdoba, donde el gobernador Roque Ferreyra lo nombró primero jefe de policía y pocos meses después jefe del gabinete de ministros. En ese puesto impulsó la creación de la Sociedad de Beneficencia de Córdoba, concretada en agosto de 1855, la creación de una banda de música de la provincia, cuyo primer director fue Inocente Cárcano, la reglamentación del juego, la agremiación de trabajadores y productores y la reorganización, entrenamiento y equipamiento de la policía provincial.
Fruto de su experiencia como hacendado fue tanto la creación de un sistema de marcas para el ganado que procuraba evitar diseños repetidos y permitía utilizar hierros de menor tamaño, provocando menos daño al animal, como la publicación de su Tratado de marcación del ganado (1856).
Maldonado falleció el 14 de noviembre de 1861 en su despacho de jefe de policía. Sus restos descansan en la catedral de Córdoba. Estaba casado con su sobrina Rita Flores y Maldonado. Una calle de Córdoba lleva su nombre.